# Joan Benito i Sanz
Joan Benito i Sanz (Sabadell, 1908 – Perpinyà, 22 d’abril de 1973) va ser un militant republicà federal de Sabadell.

## Biografia
Provinent d'una família treballadora, fill de Joan Benito i d'Isidora Sanz, era el més petit de cinc germans: Manuel, Teresa, Martí, Amadeu i Joan. A l'acabar la primària, va començar a treballar com a meritori en una notaria.
Abans de la Guerra Civil, vivia amb els seus germans Martí i Amadeu, al carrer de l'Escola Pia, 93. De molt jove s'afilià al Círcol Republicà i Federal (CRF), on es formà culturalment i políticament, convertint-se en un admirador dels postulats polítics republicanes federals de Francesc Pi i Maragall, primer president de la breu Primera República.
Durant la dictadura de Primo de Rivera, va viure l'augment de la repressió contra les forces republicanes, sent empresonat només amb 20 anys, acusat de formar part d’una Junta Republicana.
Amb la victòria del Bàndol Nacional, Joan Benito es va exiliar a França i després a Veneçuela, on hi va estar vint anys fins que retornà a França. Es casà amb Maria Balagué i Bartolin. Va morir a Perpinyà el 22 d’abril de 1973 a l'edat de 65 anys.